# La Bretenière (Jura)
Bretenière – miejscowość i gmina we Francji, w regionie Burgundia-Franche-Comté, w departamencie Jura.
Według danych na rok 1990 gminę zamieszkiwało 137 osób, a gęstość zaludnienia wynosiła 84 osoby/km² (wśród 1786 gmin Franche-Comté Bretenière plasuje się na 606. miejscu pod względem liczby ludności, natomiast pod względem powierzchni na miejscu 1043.).